# Dépression (film)
Pour les articles homonymes, voir Dépression.
Pour plus de détails, voir Fiche technique et Distribution.
Dépression (en letton : Depresija) est un drame policier letton réalisé par Aloizs Brenčs, adapté du roman Nekas nav noticis de Andris Kolbergs, sorti en 1991.

## Fiche technique
- Titre français : Dépression
- Réalisation : Aloizs Brenčs
- Scénario : Andris Kolbergs
- Directeur de la photographie : Gvido Skulte (lv)
- Directeur artistique : Vassili Mass (ru)
- Assistant réalisateur : Richard Liukis
- Cadreur : Ivars Hofmanis
- Compositeur : Raimonds Pauls
- Son : Viktor Lychev
- Montage : Gunta Ikere
- Maquillage : Dzintra Bijubene
- Costumier : Larissa Braun
- Producteur exécutif : Valdis Aizpurietis
- Société de production : Deckrim
- Pays d'origine :  Lettonie
- Dates de sortie : 1991
- Genre : film policier, drame
- Durée : 180 minutes

## Distribution
- Marina Maïko (ru) : Imalda
- Ģirts Jakovļevs (lv) : Roman Rausa
- Donatas Banionis : le Vieux
- Algis Matulionis (en) : Kurdache
- Arnis Līcītis : Volodia, policier
- Armands Reinfelds (lv) : Alex
- Dainis Porgants (lv) : Egons, frère de Imalda
- Larissa Poliakova : Regina
- Nina Maslova : Luda
- Māris Andersons (lv) : Čurka
- Mikhaïl Zadornov : fonctionnaire
- Vladimir Menchov : parrain de la mafia
- Juris Lejaskalns (lv) : serveur
- Regīna Razuma (lv) : femme de Roman Rausa
- Tatiana Tachkova (ru) : femme de Kurdache
- Jānis Zariņš : Leopolds
- Vilnis Beķeris : invité chez Roman Rausa
- Oļģerts Dunkers : épisode
- Velta Līne (en) : épisode